# 苔隅蛛
苔隅蛛（学名：Tegenaria muscus）为漏斗蛛科隅蛛属的动物。在中国大陆，分布于浙江等地，多生活于苔鲜植物从和洞口。该物种的模式产地在浙江。